# Aaron Lewis
Aaron Lewis (Rutland, Vermont, 13 de abril de 1972), é o vocalista principal e guitarrista da banda de Metal alternativo Staind.

## Biografia
Lewis cresceu em Longmeadow, Massachusetts. Esteve antes do Staind, em uma banda chamada J-CAT com Tori Sands, Chris Ballini, e o atual integrante do Staind Jon Wysocki. Um álbum colocado na Internet com nove músicas do J-CAT no Clube Infinity em Springfield, Massachusetts. As músicas foram gravadas enquanto Dysfunction estava sendo gravado. Duas de dois singles famosos do Staind, "Outside" e "It's Been Awhile" foram originalmente tocadas pelo J-CAT com as letras um pouco diferente.
Lewis é famoso por sua habilidade em composição e foi indicado a três Grammys. Os passatempos dele são pescaria e golfe. Trabalhou com jardinagem, limpou quartos de hotéis, e tocou solos acústicos em bares ao redor de Atlanta. É casado com Vanessa Lewis e tem três filhas, Zoe Jane, Nyla Rae e Indie Shay. Aaron tem duas irmãs Yvette e Rachel. Ele também participou no remix da música "Crawling" no álbum Reanimation do Linkin Park, também no álbum do Sevendust, Animosity, no qual ele fez vocais na música "Follow" e nas músicas "Bleed" e "Send In The Clowns" da banda Cold.
No passado ele teve sérios problemas com seus pais, e já tentou suicídio, tudo isso pode ser conferido em músicas como: Fade, Me, For You, entre outras. Ele descreve toda sua tentativa de suicídio no álbum Tormented.
Fez uma música para sua esposa, chamada Safe Place, para sua filha Zoe Jane, chamada Zoe Jane, descreveu o suicídio de um fã na música Waste e agradeceu a um fã por suas inúmeras cartas a ele na música Reply.
Ele tem músicas com letras fortes e reflexivas, na qual revelam os sentimentos humanos, desde o amor ao ódio, músicas como Outside, Epiphany, Mudshovel, Take It, Just Go, How About You, Everything Changes, Reality, Blow Away, Tolerate, 4 Walls,For you,Please, essas músicas deixam bem claro um lado mais depressivo e sentimentalista da banda e do próprio Aaron Lewis.
Aaron também já foi considerado um dos melhores vocalistas da atualidade e um dos cantores de heavy metal mais misteriosos.
Ele já lançou 5 álbuns solo, no qual costuma mostrar um estilo country e também retrata sobre as dificuldades na vida, política e também sobre suas crenças, isso fica claro nas músicas ''Everybody Talks to God'' e ''Am I The Only One''.

## Discografia a solo
- Town Line[1] (2011)
- The Road (2012)
- Sinner (2016)
- Frayed At Both Ends (2022)
- The Hill (2024)